# Argelia en los Juegos Olímpicos de Barcelona 1992
Argelia estuvo representada en los Juegos Olímpicos de Barcelona 1992 por un total de 35 deportistas, 33 hombres y 2 mujer, que compitieron en 7 deportes.

## Medallistas
El equipo olímpico argelino obtuvo las siguientes medallas:
| Nombre            | Deporte   | Competición |
| ----------------- | --------- | ----------- |
| Oro               |           |             |
| Hassiba Boulmerka | Atletismo | 1500 m F    |
| Plata             |           |             |
| —                 |           |             |
| Bronce            |           |             |
| Hocin Soltani     | Boxeo     | 57 kg M     |